# Ходжово
Ходжово или Ходжов чифлик (на гръцки: Άνω Καρυδιά, Ано Каридия, до 1927 година Χότζιοβο, Ходзиово) е бивше село в Република Гърция, разположено на територията на дем Синтика, област Централна Македония.

## География
Ходжово е било разположено на 37 километра северно от град Сяр (Серес) и на 22 километра северно от Валовища (Сидирокастро) в Петричко-Санданската котловина в северното подножие на Сенгелската планина (Ангистро или Цингели) на границата с България на десния бряг на река Батак дере.

## История

### В Османската империя
В края на XIX век Ходжово е българско село, спадащо към Демирхисарската каза на Серски санджак. В „Етнография на вилаетите Адрианопол, Монастир и Салоника“, издадена в Константинопол в 1878 година и отразяваща статистиката на населението от 1873 година, Ходжово (Hodjovo) е посочено като село с 40 домакинства и 140 жители българи.
В 1891 година Георги Стрезов пише за селото:
| „ | Ходжа чифлик, на един сенгелски ага, на Ю от Сенгелово 1 час. 25 къщи български... И в двата тези чифлика почвата е блатиста та благоприятства разработвание много оризници. | “ |

Според статистиката на Васил Кънчов („Македония. Етнография и статистика“) в 1900 година в Ходжов чифлик живеят 150 българи.
Всички жители на селото са под върховенството на Българската екзархия. По данни на секретаря на екзархията Димитър Мишев („La Macédoine et sa Population Chrétienne“) в 1905 година в Ходжа чифлик (Hodja-Tchiflik) има 280 българи екзархисти.
При избухването на Балканската война в 1912 година един човек от Ходжово е доброволец в Македоно-одринското опълчение.

### В Гърция
През Балканската война селото е освободено от Седма пехотна рилска дивизия на българската армия, но след Междусъюзническата война от 1913 година остава в пределите на Гърция. Българското население на Ходжово се изселва предимно в новооснованото на българска територия Ново Ходжово. В 1926 година е прекръстено на Ано Каридия.

## Личности
Родени в Ходжово
- Илия Петров, македоно-одрински опълченец, четата на Георги Занков, 1 рота на 6 охридска дружина[8]